# Bijlmerdreefbrug
Bijlmerdreefbrug (brug 1046) is een bouwkundig kunstwerk in Amsterdam-Zuidoost.
Het viaduct uit de periode 1967-1971 met een overspanning van meer dan zestig meter en een breedte van circa 25 meter is gelegen in een bij de opening in 1971 nog geheel los staand gedeeltevan de Gooiseweg in de Bijlmermeer en werd toen niet doorgetrokken richting Het Gooi, maar naar de Karspeldreef nabij het toekomstige hart van Amsterdam-Zuidoost. De Gooiseweg is een belangrijke verkeersader in de wijk, die grofweg noord-zuid loopt. Ze overspant met brug 1046 de Bijlmerdreef, eveneens een belangrijke verkeersader, maar dan grofweg oost-west. De kruising gaf hoofdbrekens, want zowel de Gooiseweg als de Bijlmerdreef liggen in verband met gescheiden verkeersstromen op een dijklichaam. Er werd gekozen om de Bijlmerdreef onder de Gooiseweg door te voeren. Omdat het twee belangrijke verkeersaders zijn werd er kruising in de variant van een halfklaverbladaansluiting neergelegd. 
Rond 2006 werd bij een herinrichting het verkeersknooppunt vervangen door een van het type Haarlemmermeeraansluiting. Bij die herinrichting bleef het originele viaduct liggen. Dat viaduct is onder brugnummer 3147 ontworpen door architect Dirk Sterenberg van de Dienst der Publieke Werken, die een veelvoud aan bruggen voor dit stadsdeel uitwierp. Hij hoefde voor hier maar een halfbrede brug te ontwerpen; de andere helft zou bij toenemend verkeer geplaatst worden; de brugpijlers met daarop de jukken werden al wel neergezet. Zijn ontwerp is herkenbaar aan de ronde randplaten als ook de “betegeling” met zeshoekige betonzuiltjes van de landhoofden. Hij ontwierp voor de kruisingen in de Gooiseweg viaducten die gedragen worden door brugpijlers met jukken. Daarbij lijken de brugpijlers op abstracte beeldhouwwerken (Sterenberg was ook kunstenaar). De uiteinden van de jukken dragen de lantaarns. De andere helft van de brug werd nooit gebouwd, de alleenstaande brugpijlers en jukken werden afgebroken (vermoedelijk rond 2006). Bij de noordelijker gelegen Daalwijkdreefbrug zijn deze ongebruikte pijlers nog zichtbaar.     
De brug ging vanaf oplevering anoniem door het leven, alleen met de aanduiding brugnummer. In 2017 gaf de gemeente Amsterdam de brug haar naam, via de onderliggende weg een vernoeming naar het voormalige meer Bijlmermeer.

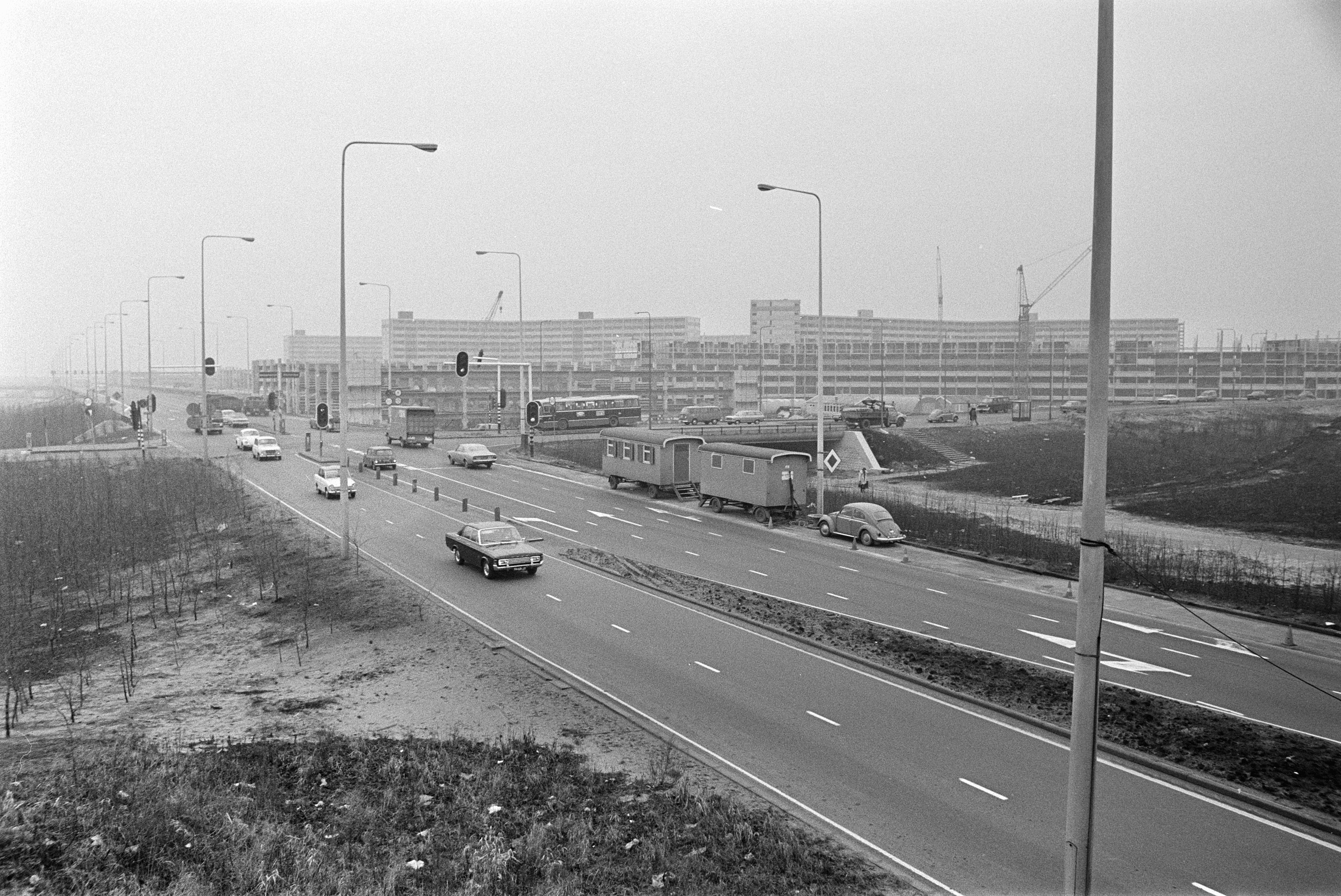
Zicht vanaf de brug over Bijlmerdreef in westelijke richting, 1971

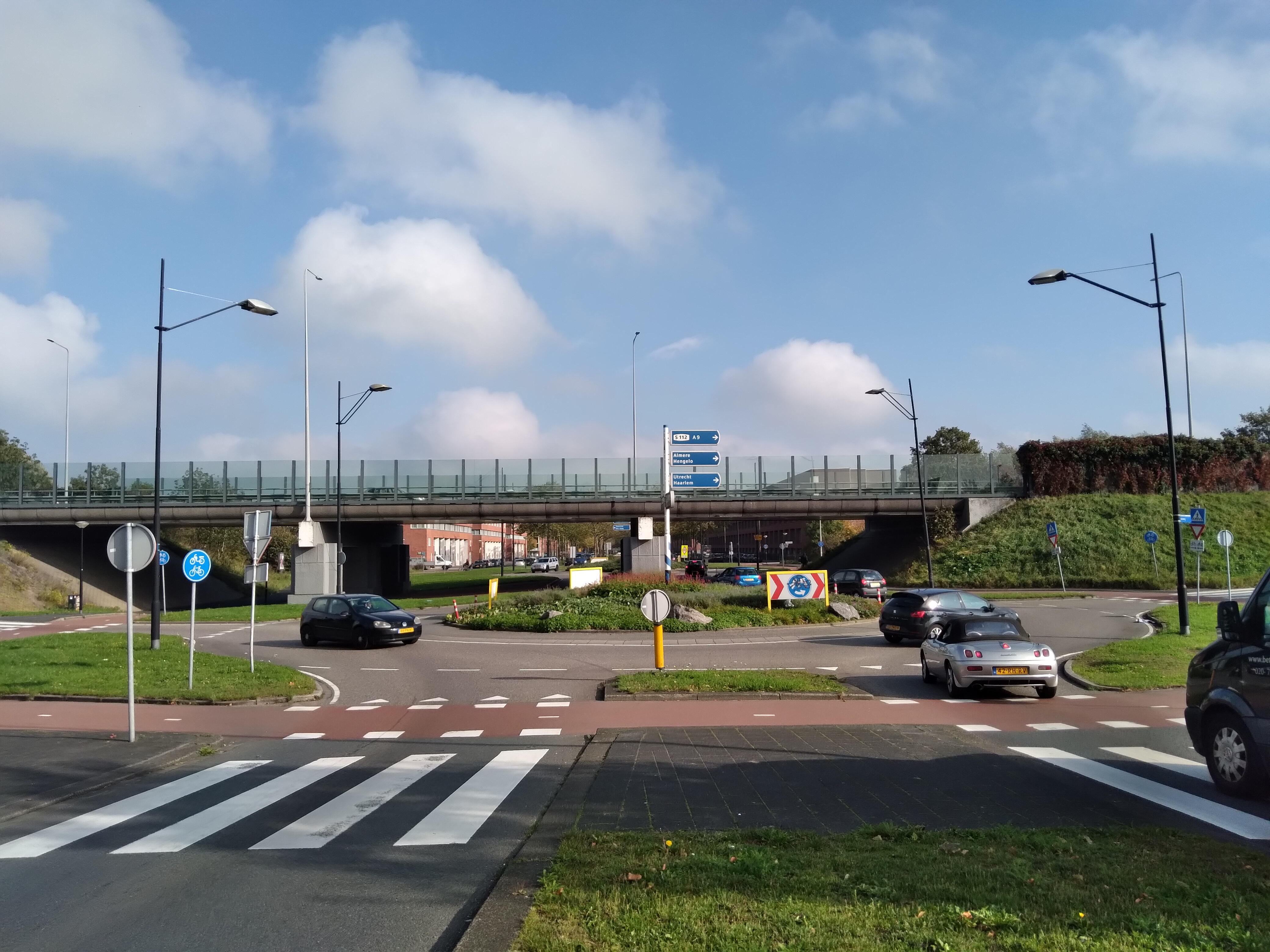
Gooiseweg (boven) en Bijlmerdreef (onder) (oktober 2020)

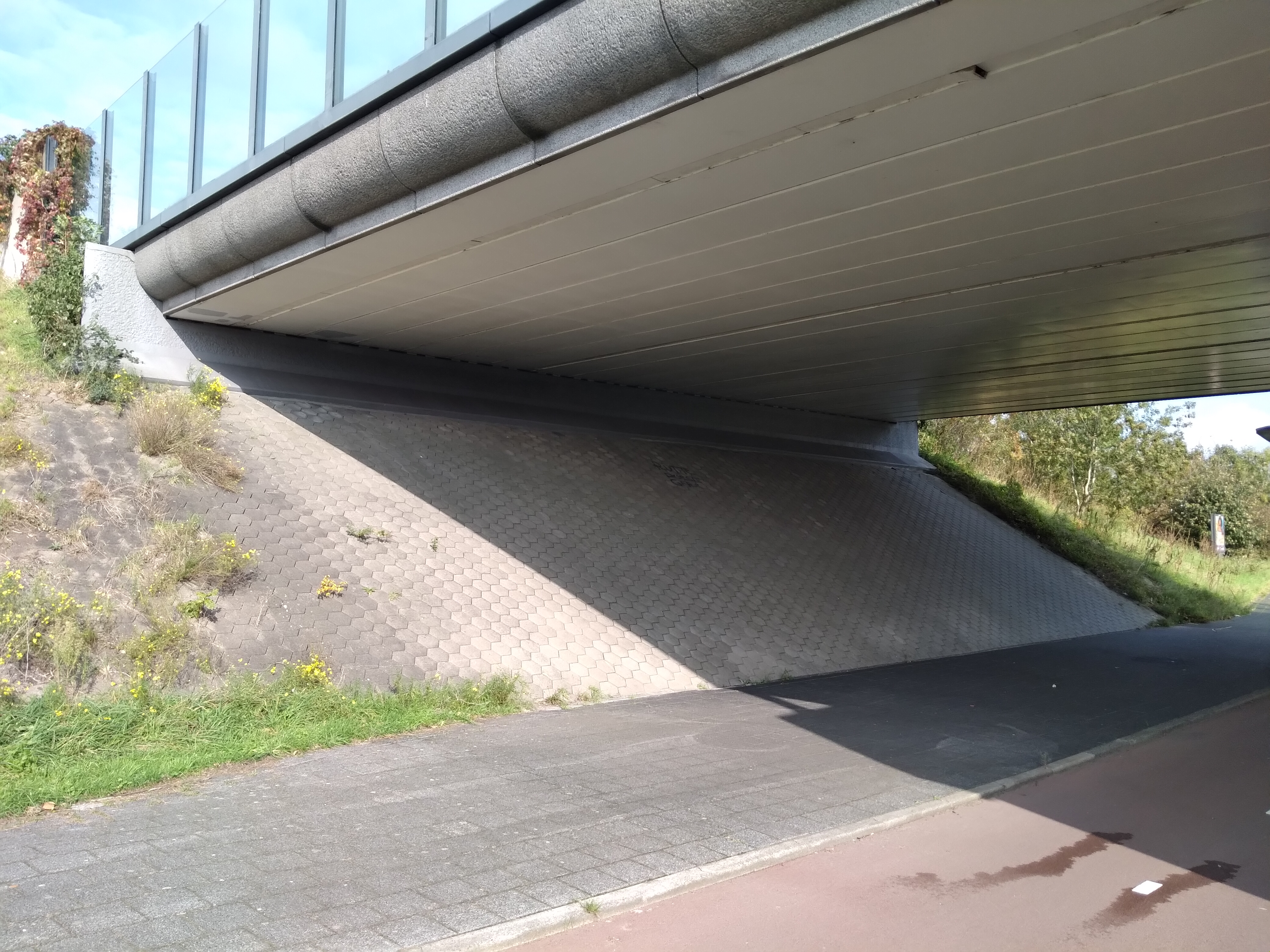
Zeshoekige betonpaaltjes op landhoofd (oktober 2020)

<<< · 1000 · 1001 · 1002 · 1003 · 1004 · 1005 · 1006 · 1007 · 1008 · 1009 · 1010 · 1011 · 1012 · 1013 · 1014 · 1018 · 1028 · 1029 · 1030 · 1032 · 1033 · 1034 · 1035 · 1036 · 1037 · 1038 · 1039 · 1040 · 1041 · 1044 · 1045 · 1046 · 1048 · 1049 · 1050 · 1051 · 1062 · 1063 · 1064 · 1065 · 1066 · 1067 · 1076 · 1077 · 1078 · 1083 · 1090 · 1092 · 1093 · 1094 · 1095 · 1096 · 1097 · 1098 · 1099 · >>>
Brugnummers  1015, 1016, 1017, 1019, 1020, 1021, 1022, 1023, 1024, 1025, 1026, 1027, 1031, 1042, 1043, 1047, 1052/1053 (niet gebouwd), 1054, 1055, 1056, 1057, 1058, 1059, 1060, 1061, 1068, 1069-1075, 1079, 1080, 1081, 1082, 1084-1088, 1089 en 1091 (onbekend) zijn niet meer vergeven. De meesten daarvan zijn gesloopt in verband met sanering Zuidoost. Alle bruggen lagen en liggen in Zuidoost behalve bruggen 1000 en 1002.
1. ↑  de Gooiseweg liep toen nog naar de Hartveldseweg in Diemen, tussen Duivendrecht en de Bijlmer lag de tijdelijke Gooisehulpweg